# Schoenlandella saeedi
Schoenlandella saeedi är en stekelart som först beskrevs av Paul C. Dangerfield och Austin 1995.  Schoenlandella saeedi ingår i släktet Schoenlandella och familjen bracksteklar. Inga underarter finns listade i Catalogue of Life.